# Eugène Caslant
Eugène Caslant, né le 1er décembre 1865 à Nanteuil-le-Haudouin et mort le 1er décembre 1940 à Paris, est un militaire et astrologue français.
Dans son essai L'Air et les songes, Gaston Bachelard le présente comme un précurseur de Robert Desoille en faisant mention de son ouvrage Méthode de développement des facultés supra-normales. Cet ouvrage a en effet joué un rôle dans la découverte par Robert Desoille du rêve éveillé,.